# DFS 228
DFS 228 – niemiecki rakietowy samolot doświadczalny zaprojektowany w 1940 roku przez Feliksa Krachta w Deutsche Forschungsanstalt für Segelflug (DFS).

## Historia
Samolot DFS 228 powstał w związku ze zgłaszanym przez Luftwaffe zapotrzebowaniem na samolot rozpoznawczy operujący na bardzo dużych wysokościach.
Pierwszy oblot samolotu DFS 228 V1 miał miejsce w 1943 roku na lotnisku Hörsching. Kolejne próby były przeprowadzane w Rechlinie. Prototyp DFS 228 V1, pomimo wielokrotnych lotów, nigdy nie został przetestowany z włączonym silnikiem rakietowym.
W 1945 roku został zbudowany zmodernizowany prototyp DFS 228 V2, w którym usunięto wiele usterek zaobserwowanych w modelu DFS 228 V1. Drugi prototyp uległ zniszczeniu w maju 1945 roku.
DFS 228 V1 przetrwał II wojnę światową. Po 1945 roku został wywieziony do Stanów Zjednoczonych Ameryki, gdzie poddano go licznym testom. Później został przekazany do badań w Wielkiej Brytanii.

## Opis konstrukcji
Samolot odrzutowy DFS 228 był zbudowany prawie w całości z drewna. Kadłub w kształcie cygara był podzielony na trzy sekcje. Nosową (w której mieściła się kabina ciśnieniowa pilota), środkową (do której mocowane były skrzydła) oraz ogonową z usterzeniem pionowym.
Skrzydła nośne samolotu miały całkowicie drewnianą konstrukcję i pokryte były sklejką. Przeszło połowę ich długości krawędzi spływu zabierały lotki i klapy kryte płótnem. Ciśnieniowa kabina pilota zbudowana była z metalu i posiadała trzy pleksiglasowe okienka obserwacyjne. W razie niebezpieczeństwa była odstrzeliwana od reszty kadłuba i pełniła funkcję kapsuły ratunkowej. Kabina była klimatyzowana i ogrzewana elektrycznie. Środkowa, drewniana część kadłuba mieściła dwie kamery na podczerwień marki Zeiss, a także zbiorniki paliwa C-Stoff i T-Stoff oraz silnik rakietowy Walter HWK 109-509. Pod samolotem zamiast kół zamocowana była wysuwana płoza, która w czasie lotu chowała się w specjalny luk umieszczony pod silnikiem.
Samolot DFS 228 nie startował samodzielnie. Na pułap 13 000 m wynoszony był na grzbiecie specjalnego samolotu nosiciela, Dornier Do 217K V3. Następnie po odłączeniu od bombowca lotem ślizgowym powracał na lotnisko macierzyste.

## Zastosowanie bojowe
Według nigdy nie zrealizowanych przez Niemców planów DFS 228 po odłączeniu od nosiciela i uruchomieniu napędu rakietowego miał osiągać pułap 23 000 m i pokonywać ponad 1000 km. Po wykonanym zadaniu zwiadowczym miał powracać do bazy lotem ślizgowym i lądować z pomocą wysuwanej płozy.